# Reprezentacja Makau w hokeju na lodzie mężczyzn
Reprezentacja Makau w hokeju na lodzie mężczyzn – kadra zawodników reprezentujących Makau w hokeju na lodzie. Od 12 maja 2005 jest członkiem IIHF.

## Udział w rozgrywkach międzynarodowych
Zimowe igrzyska azjatyckie
- 2007 – 11. miejsce[2]

Azjatycki Puchar Challenge IIHF
- 2008 – 6. miejsce[3]
- 2009 – 7. miejsce[4]
- 2010 – 8. miejsce[5]
- 2011 – 5. miejsce[6]
- 2012 – 7. miejsce[7]
- 2013 – 8. miejsce[8]
- 2014 – 1. miejsce (dywizja I)[9]

## Wyniki
Aktualne na 26 maja 2009
| Drużyna                      | M | Z | R | P | + | –  |
| ---------------------------- | - | - | - | - | - | -- |
| Indie                        | 3 | 2 | 0 | 1 | 8 | 5  |
| Hongkong                     | 6 | 0 | 1 | 6 | 9 | 65 |
| Mongolia                     | 1 | 0 | 0 | 1 | 1 | 4  |
| Malezja                      | 1 | 0 | 0 | 2 | 1 | 11 |
| Zjednoczone Emiraty Arabskie | 1 | 0 | 0 | 1 | 0 | 7  |
| Chińskie Tajpej              | 1 | 0 | 0 | 1 | 0 | 9  |
| Kuwejt                       | 1 | 0 | 1 | 2 | 4 | 19 |
| Chiny                        | 1 | 0 | 0 | 1 | 0 | 26 |
| Tajlandia                    | 2 | 0 | 0 | 3 | 2 | 15 |
| Singapur                     | 2 | 0 | 1 | 2 | 4 | 13 |